# Vim (teksteditor)
Vim (Vi IMproved) is een teksteditor, ontwikkeld door de Nederlander Bram Moolenaar. Vim is opensourcesoftware en is naast Emacs een van de twee populairste programmeereditors op Unix-achtige systemen (zoals Linux). Vim is een sterk uitgebreide kloon van de oudere editor vi. Vim draait standaard in een terminalemulator.
De eerste versie van Vim, toen nog Vi IMitation, werd geschreven voor de Amiga. Sinds versie 1.22 draait het programma op Unix. Daarnaast draait het ook op Windows, Mac OS X, BeOS, OS/2, OS/390 en Atari MiNT.

## Functies
Een belangrijk kenmerk van Vim, aanwezig sinds versie 5.0 (1998), is syntaxiskleuring: syntactische elementen van de computertaal waarin geschreven wordt, lichten op in verschillende kleuren. Vim kan volledig bestuurd worden via het toetsenbord.

## Neovim
Neovim is een afsplitsing van Vim die het gemakkelijker maakt om de teksteditor uit te bereiden en te onderhouden. Zo wordt er bijvoorbeeld ondersteuning toegevoegd voor plug-ins in Lua. Het ondersteunt ook nog steeds Vimscript als scripttaal voor de plug-ins. Verder biedt het ondersteuning voor het Language Server Protocol, waardoor de editor programmeertalen kan begrijpen. Zo kan de editor met bestaande taalservers de syntax kleuren, automatische aanvullingen geven, en broncode herstructureren. Neovim wordt ontwikkeld als vrije software en opensourcesoftware.